# Marathon van Xiamen 2007
De marathon van Xiamen 2007 werd gelopen op zaterdag 31 maart 2007. Het was de vijfde editie van de marathon van Xiamen. De marathon deed tevens dienst als Chinees kampioenschap. De wedstrijd werd gewonnen door de Chinees Li Zhuhong in 2:13.17. Bij de vrouwen kwam zijn landgenote Zhu Xiaolin als eerste over de streep in 2:26.08.
Aan het evenement namen 3039 marathonlopers deel waarvan 326 vrouwen.

## Uitslagen

### Mannen
| rang   | naam             | land | tijd    |
| ------ | ---------------- | ---- | ------- |
| Goud   | Li Zhuhong       | CHN  | 2:13.17 |
| Zilver | Haron Toroitich  | KEN  | 2:13.25 |
| Brons  | Meschack Kirwa   | KEN  | 2:15.47 |
| 4      | Julius Sugut     | KEN  | 2:16.37 |
| 5      | Yun Shan Zhen    | CHN  | 2:18.15 |
| 6      | Robert Manguisho | KEN  | 2:19.08 |
| 7      | Long Yun Ren     | CHN  | 2:19.14 |
| 8      | Philip Birech    | KEN  | 2:19.45 |
| 9      | Yin Mingfu       | CHN  | 2:19.57 |
| 10     | Elias Chelanga   | KEN  | 2:19.57 |

### Vrouwen
| rang   | naam                   | land | tijd    |
| ------ | ---------------------- | ---- | ------- |
| Goud   | Zhu Xiaolin            | CHN  | 2:26.08 |
| Zilver | Sun Weiwei             | CHN  | 2:29.27 |
| Brons  | Zhang Shujing          | CHN  | 2:31.14 |
| 4      | Zhang Yingying         | CHN  | 2:36.52 |
| 5      | Nuerguli Shawuti       | CHN  | 2:37.53 |
| 6      | Zhu Yingying           | CHN  | 2:38.16 |
| 7      | Sun Wenqin             | CHN  | 2:39.50 |
| 8      | Emily Chepkemoi Samoei | KEN  | 2:40.18 |
| 9      | Jane Omoro             | KEN  | 2:41.01 |
| 10     | Si Xu                  | CHN  | 2:42.59 |

2003 ·
2004 ·
2005 ·
2006 ·
2007 ·
2008 ·
2009 ·
2010 ·
2011 · 
2012 ·
2013 · 
2014 ·
2015 ·
2016 ·
2017